# Ривок (важка атлетика)

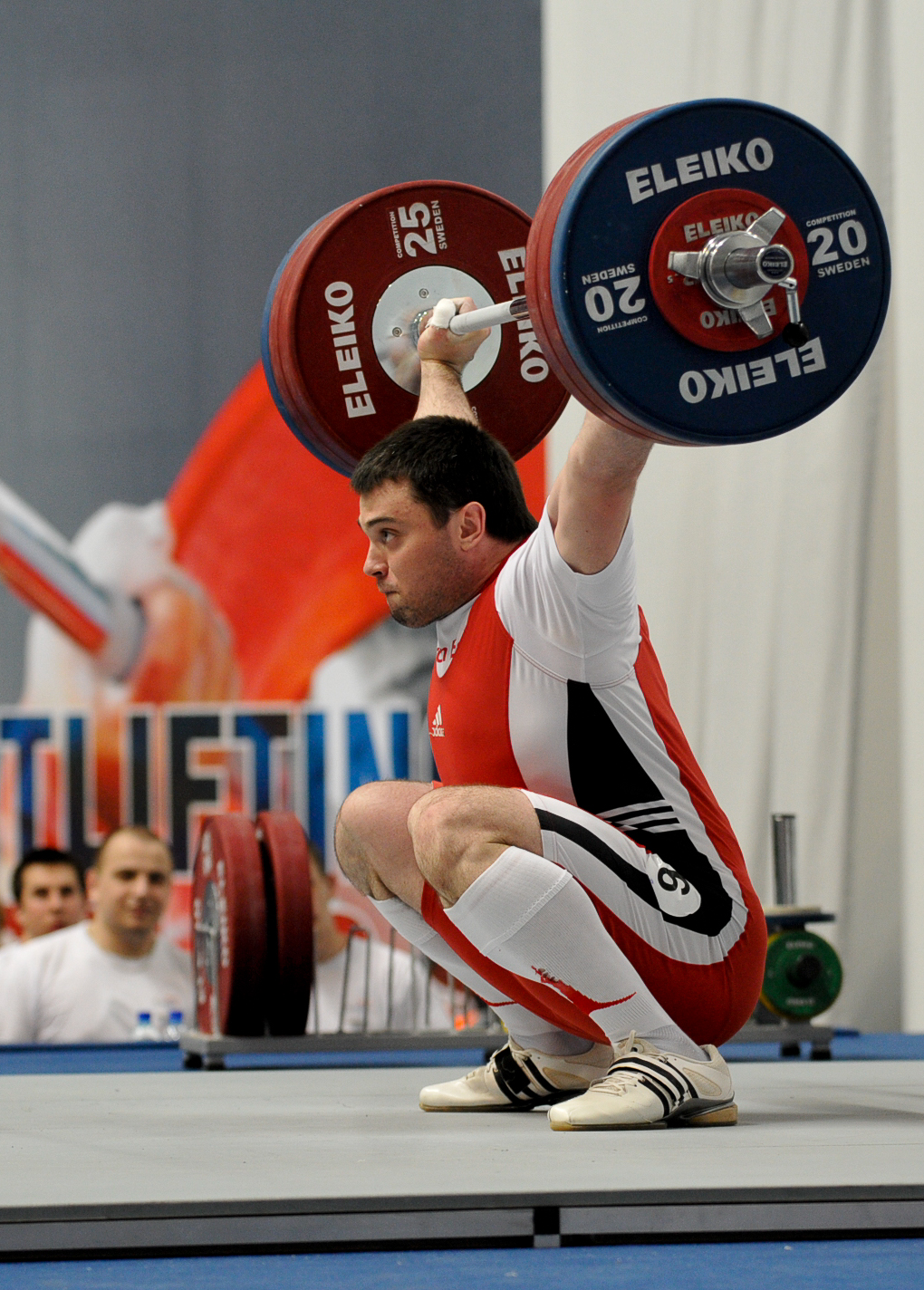
Ривок під час змагання, виконує Олексій Торохтій

Ривок — вправа, в якій спортсмен піднімає штангу над головою одним злитим рухом прямо з помосту на повністю випрямлені руки, одночасно підсідаючи під неї. Потім, утримуючи штангу над головою на випрямлених руках, спортсмен піднімається, повністю випрямляючи ноги. Це одна з найскладніших вправ важкої атлетики.
Хоча ривок зазвичай описують трьома фазами, Артур Дрехслер виділяє шість.

## Зноски
1. ↑  Starr, Bill (January 2010). Learning How to Do Full Snatches (PDF). CrossFit Journal: 1. Процитовано 12 квітня 2016.
2. ↑  Drechsler, Arthur (1998). The Weightlifting Encyclopedia: A Guide to World Class Performance. Flushing, NY: A is A Communication. с. 23–28. ISBN 0965917924.

| Спорт | Це незавершена стаття про спорт. Ви можете допомогти проєкту, виправивши або дописавши її. |